# Leucandra joubini
Leucandra joubini är en svampdjursart som beskrevs av Topsent 1907. Leucandra joubini ingår i släktet Leucandra, och familjen Grantiidae. Inga underarter finns listade i Catalogue of Life.